# Neuroleinia collarti
Neuroleinia collarti is een halfvleugelig insect uit de familie Machaerotidae. De wetenschappelijke naam van deze soort is voor het eerst geldig gepubliceerd in 1936 door Lallemand.